# Lőrinci (Magyarország)
Lőrinci Heves vármegye nyugati részén fekvő város, a Hatvani járásban. 2353  hektáros kiterjedésével a vármegye legkisebb közigazgatási területű városa, a megye öt nagyközsége is kivétel nélkül nagyobb területen helyezkedik el. Az északi részén fekvő Selyp a város egyik kiemelkedő jelentőségű településrésze.

## Fekvése
A vármegye nyugati részén terül el, a Zagyva folyó völgyében, a Mátra és az Alföld találkozásánál. Többé-kevésbé elkülönülő településrészei a központjától északra fekvő Selyp, az attól nyugatra, a 21-es főút csomópontja körül, illetve még nyugatabbra fekvő Vörösmajor, illetve hozzá tartozik a Mátravidéki Erőmű területe is.
A közvetlenül határos települések: észak felől Zagyvaszántó, északkelet felől Petőfibánya, kelet felől Ecséd, dél felől Hatvan, délnyugat felől Heréd, nyugat felől Nagykökényes, északnyugat felől pedig Héhalom.

### Megközelítése, közlekedése
Legfontosabb közúti megközelítési útvonala a Hatvan és Salgótarján térségét összekötő, a nemzetközi forgalomban is jelentős 21-es főút, mely a lakott területeit nyugat felől elkerülve húzódik. Lőrinci és Selyp központja is az ezzel nagyjából párhuzamosan futó 2401-es út mentén terül el, észak-déli irányban. Petőfibányával a 2402-es, Zagyvaszántóval a 2403-as, Heréddel a 2133-as út köti össze, az erőmű térségét pedig a 24 101-es és a 24 114-es számú mellékutak szolgálják ki.
A várost az elővárosi autóbusz járatok Hatvannal, a helyközi járatok Salgótarjánnal és Pásztóval kötik össze.
Elérhető vasúton is, a Hatvan–Salgótarján vasútvonalon, ahol egy Selypi, illetve egy Lőrinci vasúti megállóhellyel is rendelkezik. Mindkét helyen elsősorban a Hatvan és Somoskőújfalu között közlekedő személyvonatok állnak meg. A Lőrinci megállóhely közvetlenül a 2133-as út vasúti keresztezése mellett helyezkedik el, Selyp vasútállomás közúti megközelítését pedig a 2402-es útból kiágazó 24 301-es mellékút biztosítja.

## Története
A település a bronzkorban lakott hely volt, a hatvani kultúra uralkodott itt. A városban előkerültek továbbá avar, népvándorláskori, majd Árpád-kori leletek is.
1267-ből való a település első említése ecclesia de Laurencio (okleveles forrás)formában. Selyp is ebben az időszakban alakult ki önálló községként. A 14–15. században sok kézen forgott a település. 1544-ben került török kézre, adózás szempontjából a hatvani szandzsákhoz tartozott.
Több birtokosa is volt a falunak a XIV-XV. században (pl.: Rozgonyiak), majd később a váradi püspökség tulajdona lesz. Selyp puszta önállóan lakott falu volt, a Rátót majd az Ákos nemzetség vagyonát gyarapította.
A törökök kiűzése 1685-ben történt a környékről, majd Hatvannal együtt császári kezelésbe került a terület. 1695-ben épült a temploma, amelyet azonban 1773-ban átépítettek. 1730-tól a Grassalkovich család tulajdonába került a település. A 18. század végén központi jelentősége nőtt, sóhivatal létesült itt, valamint Selyp a település részévé vált.
Kincstári sóhivatal és sóelosztó működött a településen. A lakosok egy része sófuvarozással foglalkozott, Poroszlóról és Szolnokról hozták ide a sókockákat.
A település fejlődésének alapköve a Pest–Hatvan–Losonc–Besztercebánya vasút 1867-es megnyitása volt. 1881-ben gőzmalom, 1889-ben a Selypi Cukorgyár Rt., 1908-ban a Magyar Vulkánczementgyár jött létre Lőrinciben, de a 20. század elején működött itt kőbánya, erőtakarmánygyár, sajtgyár, téglagyár és cserépkályhagyár is.
1940-ben nagy jelentőségű beruházás készült el, amikor megnyílt a Mátravidéki Erőmű. 1950-es megyerendezés során a korábban Nógrád vármegye Sziráki járásbeli település Heves megye része lett. 1989-ben, illetve 1990-ben a korábbi településrész, Petőfibánya, mint új enklávé község, és a volt társközség, Zagyvaszántó függetlenedett Lőrincitől, amely 1992-ben kapta meg a városi rangot. 1999-ben az erőművet a Magyar Villamos Művek (MVM) tovább bővítette.

## A település jelképei

### Címer
Álló, háromszögű tárcsapajzs. A címer vezéralakja, Szent Lőrinc vértanú bal kezében a vértanúságban aratott győzelmét szimbolizáló pálmaággal, jobb kezében vértanúsága elszenvedésének módjára utaló vasrostéllyal. A címerpajzs alapszíne kék. A címeralak zöld dombon áll, amely a pajzstalpat foglalja el. A címeralak ezüst, a fej és körülötte a glória arany, a pálmaág zöld, a vasrostély fekete színben került ábrázolásra.
A város címere a XVIII. század második feléből származik.

## Közélete

### Polgármesterei
- 1990–1994: Varga Antal (független)[4][5]
- 1994–1998: Varga Antal (független)[6]
- 1998–2002: Varga Antal (független)[7]
- 2002–2006: Víg Zoltán (Lőrinci Város Jövőéért Baráti Egyesület)[8][9]
- 2006–2010: Víg Zoltán (Lőrinci Város Jövőéért Baráti Egyesület-MSZP))[10]
- 2010–2014: Víg Zoltán (Lőrinci Város Jövőéért Baráti Egyesület)[11]
- 2014–2019: Víg Zoltán (független)[12]
- 2019–2024: Víg Zoltán (független)[13]
- 2024– : Pálinkás Péter (Fidesz-KDNP)[14]

## Népesség
A település népességének változása:
| Lakosok száma | 5696 | 5652 | 5557 | 5554 | 5300 | 5491 | 5415 |
|               | 2013 | 2014 | 2015 | 2021 | 2022 | 2023 | 2024 |

2001-ben a település lakosságának 97%-a magyar, 3%-a cigány nemzetiségűnek vallotta magát.
A 2011-es népszámlálás során a lakosok 83,3%-a magyarnak, 2,2% cigánynak, 0,3% németnek, 0,2% románnak mondta magát (16,7% nem nyilatkozott; a kettős identitások miatt a végösszeg nagyobb lehet 100%-nál). A vallási megoszlás a következő volt: római katolikus 47,8%, református 3,2%, evangélikus 0,4%, görögkatolikus 0,3%, felekezeten kívüli 17,5% (29,3% nem nyilatkozott).
2022-ben a lakosság 86,6%-a vallotta magát magyarnak, 1,5% cigánynak, 0,3% németnek, 0,2% ukránnak, 0,2% románnak, 0,1-0,1% szlováknak, görögnek és szerbnek, 2,7% egyéb, nem hazai nemzetiségűnek (13% nem nyilatkozott; a kettős identitások miatt a végösszeg nagyobb lehet 100%-nál). Vallásuk szerint 32% volt római katolikus, 2,7% református, 0,6% evangélikus,  0,5% görög katolikus, 0,1% izraelita, 0,1% ortodox, 1,9% egyéb keresztény, 0,6% egyéb katolikus, 16,7% felekezeten kívüli (44,7% nem válaszolt).

## Gazdaság

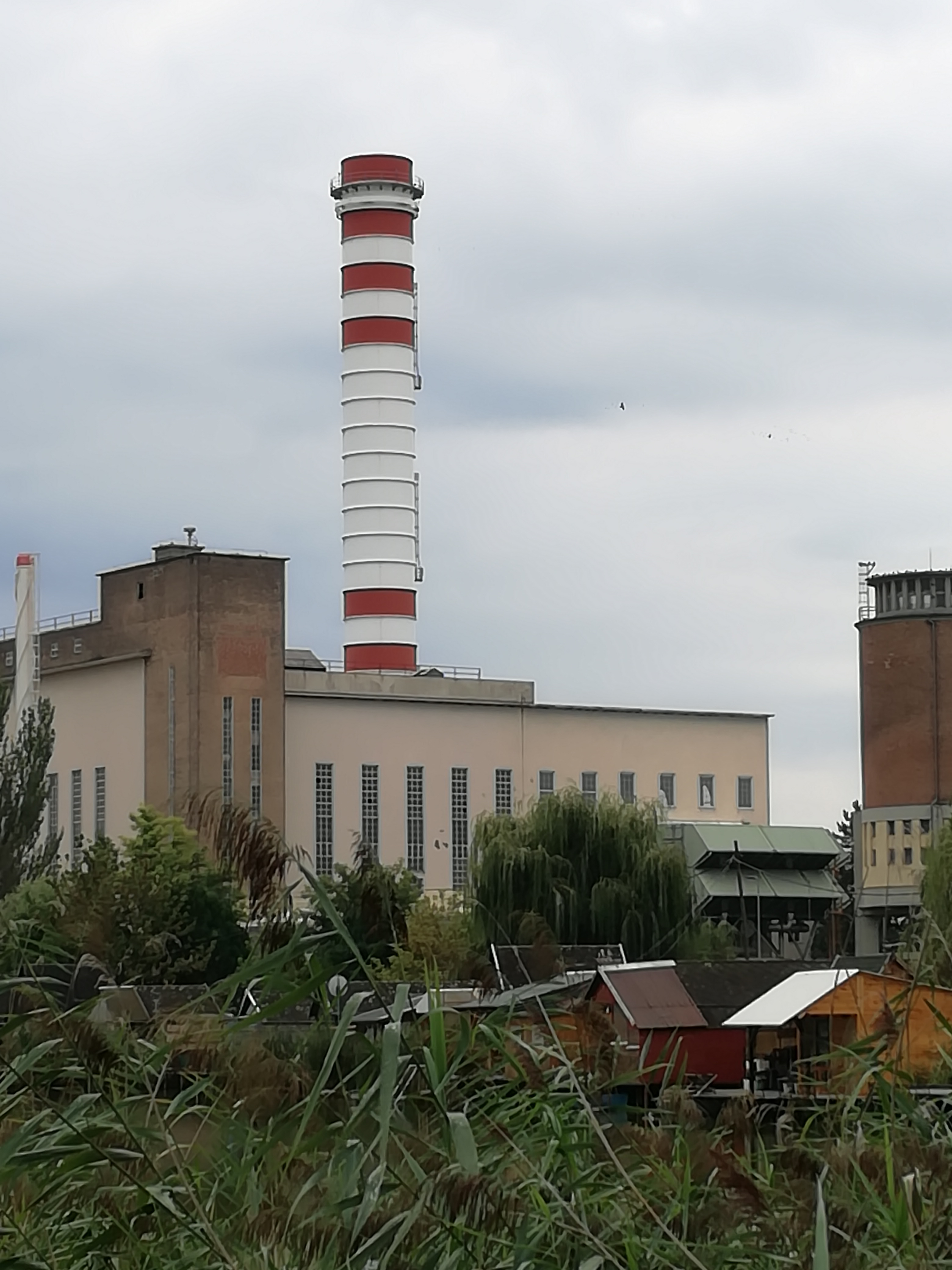
Az erőmű

Mára a mezőgazdaság szinte teljesen kiveszett a település életéből. Legjelentősebb üzemei az Erőmű, a Mátravidéki Cukorgyárak, a Zsófia Malom és az Eternit voltak. Ezek közül a cukorgyártás 1999-től megszűnt, a telephelyet a Heves Acél Kft. vásárolta meg. Az Eternit visszavonta gyártását az eredeti, nyergesújfalui gyárába.
Egyre több szolgáltatási és kereskedelmi létesítmény is alakul a városban.

## Kultúra, oktatás, sport

A könyvtár

Lőrinciben három óvoda és egy kétépületes általános iskola működik, ahol tehetséggondozó és korrekciós képzés is működik. A város helyet ad továbbá a Március 15. Szakképző Iskolának, amely több szakmában végez szakmunkás- és szakközépiskolai oktatást. A településen alapfokú zeneiskola is működik. A város kulturális életének egyik jelentős színtere a könyvtár, amely az olvasáson kívül kulturális rendezvényeket is kínál. Továbbá a Selypi Kultúrház funkcionál még hasonlóan. Lőrincin működik a Strauss Szalonzenekar is.
Lőrinci sportéletének legjelentősebb szereplője a Kinizsi Sportklub, amely elsősorban a labdarúgás és tenisz terén működik.

## Nevezetességei
- Szent Mihály-templom
- Szent Anna-kápolna
- Tornyai-Schossberger-kastély Selypen
- Tájház

## Neves személyiségek
- 1906-ban Selypen született Kepes György (†2001, Cambridge (Massachusetts), USA) festő, tervező, képzőművészeti író.

## Testvérvárosi kapcsolatok

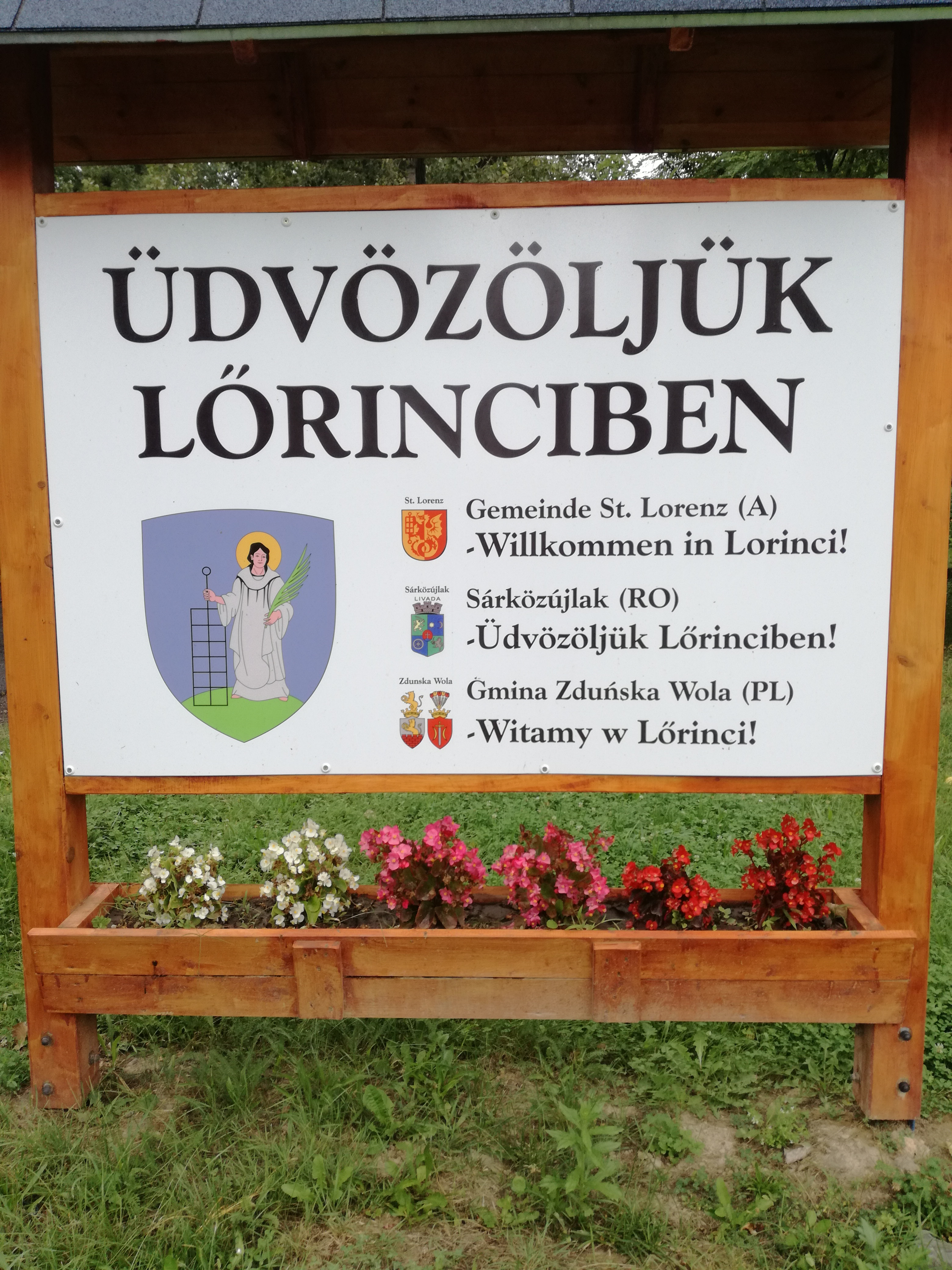

Lőrinci négy várossal őriz testvérvárosi kapcsolatot, melyek:
- Casalmaggiore, Olaszország
- Zduńska Wola, Lengyelország
- Sankt Lorenz, Ausztria
- Santa Maria di Licodia, Olaszország[18]

## Galéria

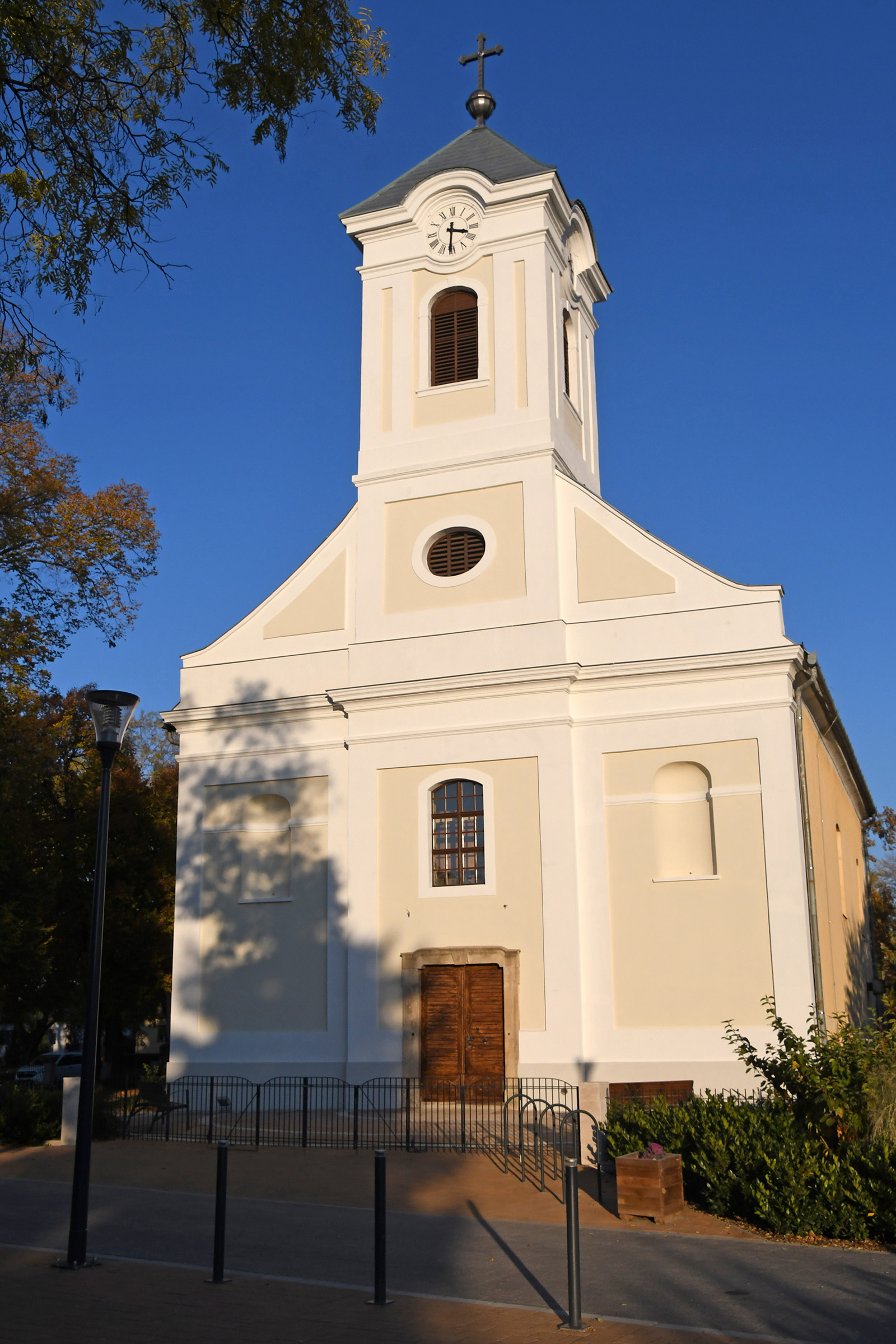
A római katolikus templom
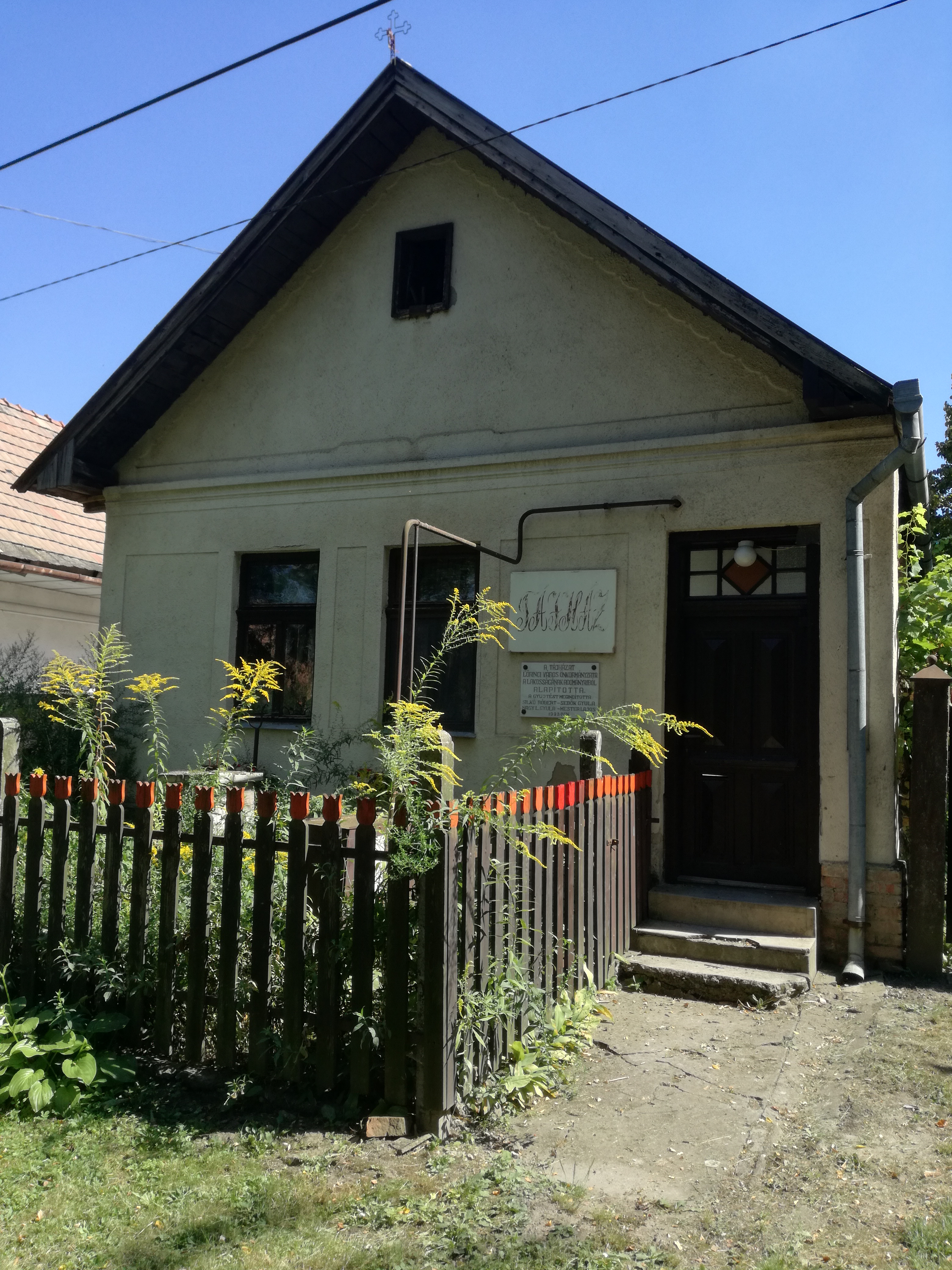
A tájház
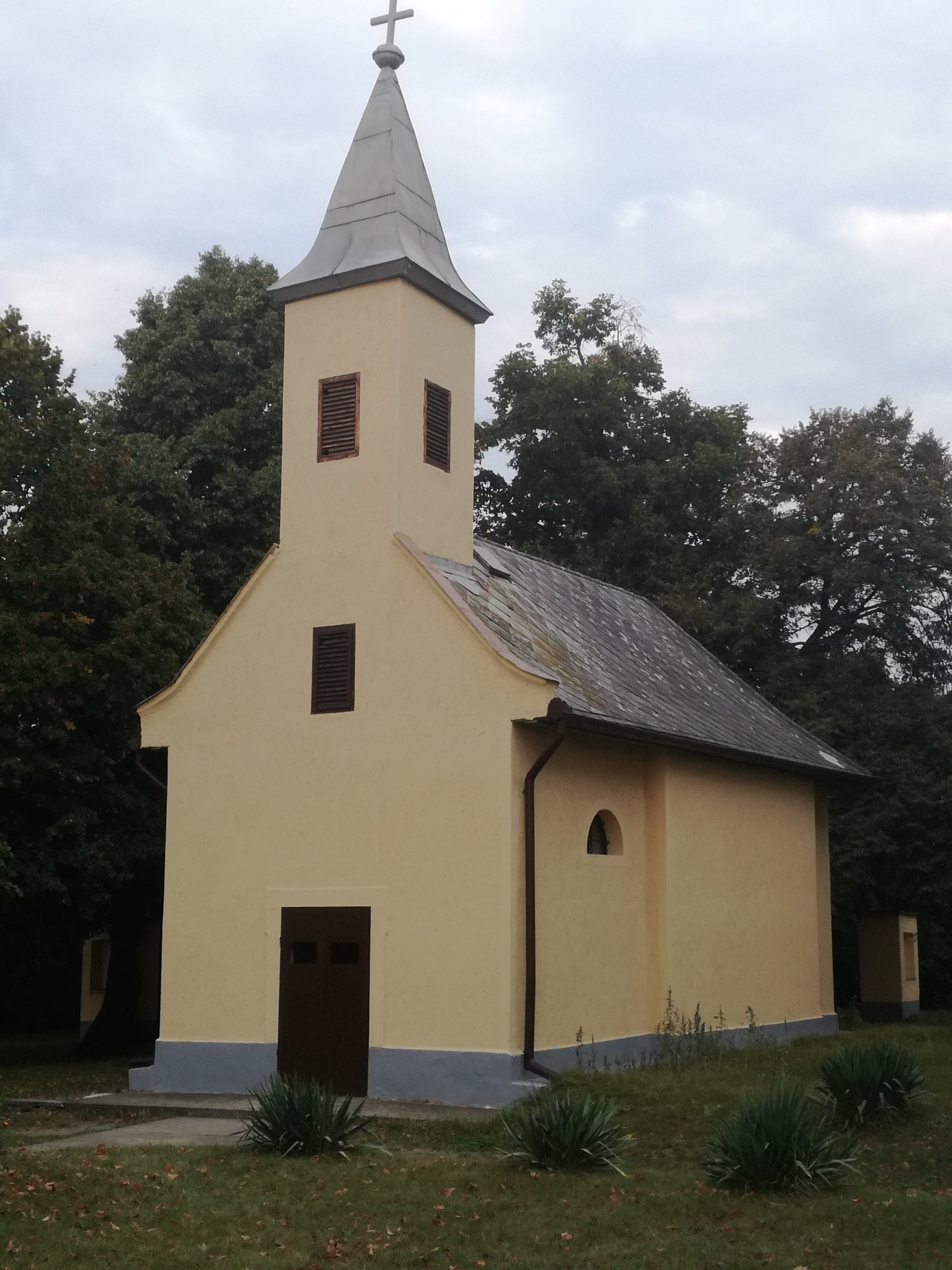
A Szent Anna-kápolna
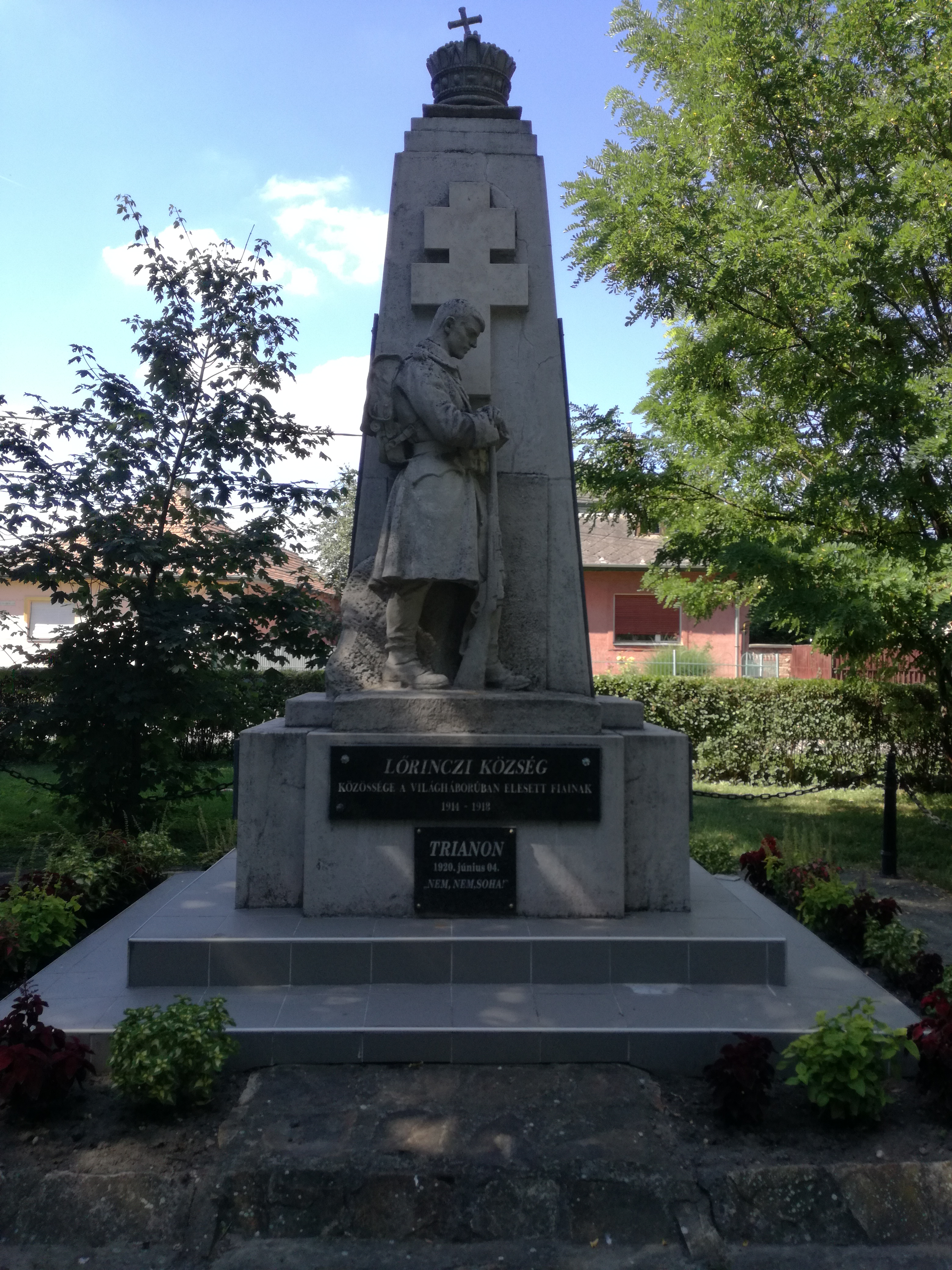
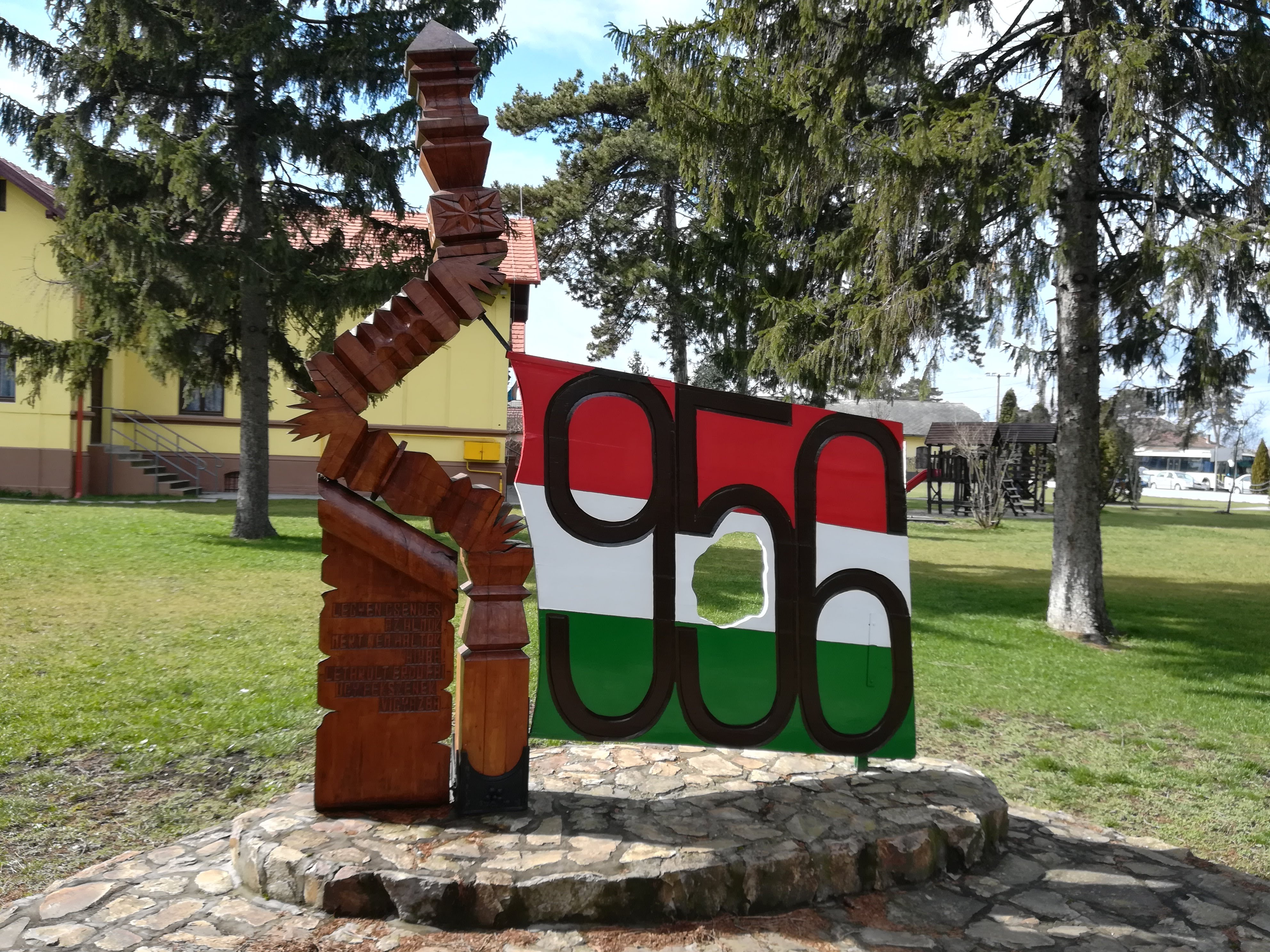
1956-os emlékmű